# Ángel Fuertes Vidosa
Ángel Fuertes Vidosa (Agüero (Huesca), 1912 - Portell de Morella, 26 de mayo de 1948) fue un maestro, sindicalista y guerrillero español.

## Biografía
Nació en 1912 en Agüero (Huesca) y siempre quiso salir de allí, gracias a su padre Miguel Antonio estudió magisterio en la escuela normal de magisterio de Huesca hasta que empezaron la purga de maestros y también su padre le consiguió un pase para volver al pueblo, ya que su hermano Lorenzo había muerto combatiendo con las tropas de Franco y no quería perder otro hijo, Angel, al final hizo caso omiso y pasó a la clandestinidad junto con otros compañeros siendo  conocido también como "Manolo", "Antonio", o "El maestro de Agüero", se convirtió en guerrillero  maqui y miembro del Partido Comunista y de la FTE-UGT. Muriendo como jefe de la AGLA en Portell de Morella por denuncia de los dueños de la masía donde dormían.
Combatió como soldado leal a la legalidad republicana durante la Guerra Civil, llegando a alcanzar el grado de comandante. Tras finalizar el conflicto se exilió en Francia, donde fue un destacado miembro de la Agrupación de Guerrilleros Españoles (AGE) en la Resistencia francesa que combatió la ocupación nazi en la guerra mundial por la liberación del Aude donde fue condecorado (se cree que con la Orden de la Liberación creada por De Gaulle) aunque no hay referencias en ningún sitio de que fuera esa medalla. Fue jefe de la brigada de Carcasonne y miembro del Estado Mayor de la AGE.
Al finalizar el conflicto mundial regresó clandestinamente a España, colaborando con José Ruiz Cuadrado en la reconstrucción en el interior del Partido Comunista en la provincia de Zaragoza. Formó parte del núcleo  organizador de la Agrupación guerrillera de Levante y Aragón (AGLA), donde fue comandante, sustituyendo a Vicente Galarza ejecutado en 1947. Falleció en la zona de Morella, en la masía de Guimerans, en la provincia de Castellón, junto a Manuel Ortiz, José Nieto Martín, Andrés Gómez y Manuel Torres Camallonga, durante un asalto de doce miembros de la Guardia Civil en mayo de 1948 al lugar donde pernoctaban.